# Hiệp hội các nhà sản xuất xe 2 bánh Việt Nam
Hiệp hội các nhà sản xuất xe 2 bánh Việt Nam (tên cũ: Hiệp hội Các nhà sản xuất xe máy Việt Nam, tên tiếng Anh: Vietnam Association of Motorcycle Manufacturers; tên viết tắt: VAMM) được thành lập theo Quyết định số 996/QĐ-BNV của Bộ trưởng Bộ Nội vụ ký ngày 26 tháng 8 năm 2013.

## Mục tiêu
Mục tiêu của hiệp hội là nhằm xây dựng nơi kết nối thông tin giữa các doanh nghiệp sản xuất và phân phối tới khách hàng một cách nhanh chóng, thông tin chính xác và tin cậy để khách hàng tham khảo. Ngoài các thông tin liên quan tới sản phẩm chúng tôi cũng thường xuyên cập nhật các chương trình đồng hành cùng khách hàng của các nhà sản xuất như: chương trình xã hội, chương trình khuyến mãi…